# Nandrolona
Nandrolona é um esteroide anabolizante injetável, com propriedades androgênicas. É utilizado através dos ésteres decanoato de nandrolona (nome comercial Deca-Durabolin) e fempropionato de nandrolona (nome comercial Durabolin). A nandrolona não pode ser tomada em forma oral, somente por injeções intramusculares. Administrado através da forma intra-muscular, eles são liberados lentamente na corrente sanguínea.

## Uso médico
Os ésteres da nandrolona são utilizados clinicamente, embora raramente, servem para pessoas em estados catabólicos, com grandes queimaduras, pessoas portadoras de AIDS, câncer e para auxiliar na cicatrização das córneas em casos de cirurgias oftalmológicas.

## Uso fora da medicina
A nandrolona é utilizada fora da medicina por atletas competitivos, por fisiculturistas e por halterofilistas.

## Farmacologia
Os efeitos positivos da droga incluem crescimento muscular, estimulação do apetite e aumento da produção de glóbulos vermelhos. Estudos confirmam que a nandrolona é eficaz no tratamento de anemia, osteoporose e algumas formas de neoplasia, como o câncer de mama.
A falta de alquilação no 17α-carbono reduz drasticamente o potencial hepatotóxico da nandrolona. Os efeitos estrogênicos da nandrolona são mínimos, já que a droga possui pouca interação com a enzima aromatase. De qualquer forma ainda podem ser perceptíveis alguns efeitos adversos com o uso da nandrolona, como falta de libido e ginecomastia (apenas em doses altas da nandrolona).
Outros efeitos colaterais decorrentes de altas doses de nandrolona incluem a disfunção erétil e danos ao sistema cardiovascular. O hormônio luteinizante também pode ser afetado após o uso de altas doses de nandrolona.

### Atividade anabólica e androgênica
Os níveis de atividade androgênica e anabólica da nandrolona são altos. Dentre todos os esteroide anabolizantes, a nandrolona e a trembolona possuem maior percentual anabólico e androgênio dentre os outros. A nandrolona é muito utilizada em ambientes clínicos, visando o anabolismo; como a caquexia decorrente da contração de AIDS, queimaduras graves e doenças pulmonares obstrutivas crônicas. Porém, a nandrolona administrada em altas doses pode gerar efeitos androgênicos, como a virilização em mulheres e crianças.

## Farmacocinética

### Metabolismo
A nandrolona é metabolizada pela enzima 5a-redutase, dentre outras. Os metabólitos da nandrolona incluem 5a-dihidronandrolona, 19-norandrosterona e 19-noretiocolanolona. Estes metabólitos podem ser encontrados na urina.

## Química

Nandrolona, com as diferenças da testosterona marcadas em laranja. Na posição C17β é onde os ésteres da nandrolona estão anexados.

Nandrolona, conhecida como 19-nortestosterona (19-NT) ou estrenolona, reconhecida pela comunidade científica por estra-4-en-17β-ol-3-one ou 19-norandrost-4-en-17β-ol-3-one é um esteroide anabolizante e derivado da testosterona.

### Derivações

#### Ésteres
Uma variedade de ésteres da nandrolona vem sendo comercializado no mercado e usada em ambientes clínicos. O mais utilizado é o decanoato de nandrolona e, em menor escala, o fempropionato de nandrolona. Outros ésteres existentes da nandrolona incluem o ciclohexilpropionato de nandrolona, cipionato de nandrolona, hexiloxifenilpropionato de nandrolona, laurato de nandrolona, sulfato de nandrolona e undecanoato de nandrolona.

## História
A nandrolona foi sintetizada pela primeira vez em 1950. Foi introduzida no mercado como fempropionato de nandrolona e no ano de 1962 foi lançada a versão da droga no éster decanoato de nandrolona, seguida de outros ésteres ao longo da história da droga.

## Sociedade, Leis e Cultura

### Regulamentação

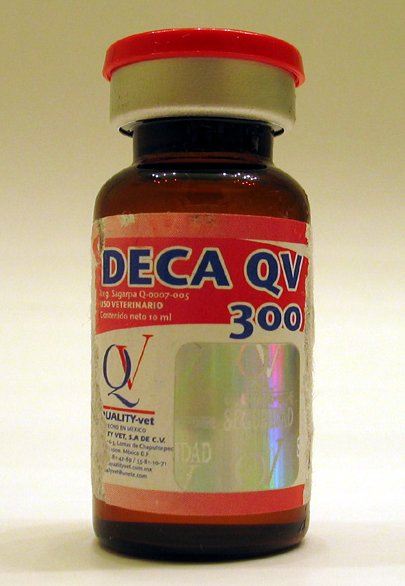
DECA-QV, com concentração de 300mg por ml. Droga utilizada por fisiculturistas e amadores, com o éster de decanoato de nandrolona.

O uso e porte de esteroides anabolizantes no Brasil sem receita médica é crime. No Brasil, a nandrolona é comercializada com o nome de Deca-Durabolin, — fármaco que utiliza do éster decanoato de nandrolona — pela empresa de fármacos Schering-Plough. No Paraguai, o uso, fabricação e venda de anabolizantes é totalmente legal. No México, é totalmente legal a compra e venda de anabolizantes.

### Esportes
A nandrolona é proibida na maioria dos esportes. Ela é, provavelmente, a primeira droga a ser proibida por sistemas anti-doping. Foi banida das olimpíadas desde 1974.
- Em novembro de 1994, Jamie Bloem foi o primeiro jogador de rugby a ser detectado com nandrolona no sangue. Ele foi banido por dois anos.[16]
- O espanhol Pep Guardiola teve a nandrolona identificada em seu sangue enquanto jogava no time da Bréscia.[17]
- Petr Korda estava com nandrolona circulante em seu corpo enquanto jogava as quartas de finais contra Tim Henman. Korda foi banido por um ano após o campeonato de setembro de 1999.[18]
- Roger Clemens, um jogador que venceu o time New York Yankees, haveria injetado nandrolona (Deca-Durabolin). A droga haveria sido administrada pelo treinador Brian McNamee durante o campeonato de baseball de 2000.[19]
- Em abril de 2017, Pittsburgh Pirates jogador de baseball do Starling Marte recebeu uma suspensão de 80 jogos por haver nandrolona circulante em seu sangue.[20]